# Монарх (лептир)
Монарх лептир или једноставно монарх (Danaus plexippus) је лептир породице Шаренци (подгрупа Danainae). Можда је то најпознатији северноамерички лептир и сматра се иконичном врстом опрашивача (полинатора). Његова крила имају лако препознатљив црни, наранџасти и бели узорак, са распоном крила од 8,9 - 10,2 цм. 
Популација источних северноамеричких монарха позната је по годишњој миграцији у касно лето/јесен на југ из северних и централних Сједињених Држава и јужне Канаде на Флориду и Мексико. Током јесење сеобе, монарси прелазе хиљаде миља, са одговарајућим повратком на север. Западна северноамеричка популација монарха западно од Стеновитих планина често мигрира на локације у јужној Калифорнији, али је пронађена и у презимљујућим мексичким локацијама.   Монарси су узгајани на Међународној свемирској станици.  2009. године извршено је истраживање у свемиру. Лептир монарх успешно је изашао из своје лутке која се налазила у комерцијалном генеричком апарату за биопроцесирање.

## Таксономија
Верује се да је име "монарх" дато у част енглеског краља Вилијама III, јер је главна боја лептира боја краљеве секундарне титуле Принц од Оранжа.  Монарха је прво описао Карл Лине у својој Systema Naturae из 1758. и ставио га у род Папилио.  1780. Јан Кжиштоф Клук је монарха користио као типску врсту за нови род Danaus.
Данај (Danaus) (старогрчки Δαναός), унук Зевса, био је митски краљ у Египту или Либији, који је основао Аргос; Плексип (Πλήξιππος) је био један од 50 синова Египта, Данајевог брата близанца. На хомерском грчком, његово име значи „онај који тера коње“, односно „јахач“ или „кочијаш“. У десетом издању Systema Naturae, при дну странице 467,  Лине је написао да су имена Danai festivi, дела рода којој је припадао Papilio plexippus, изведена од синова Египта. Лине је поделио велики род Papilio, који садржи све познате врсте лептира, на оно што бисмо сада назвали подродови. Danai festivi су формирали један од "подродова", који садржи шарене врсте, за разлику од Danai candidi, који садржи врсте са светлим белим крилима. Лине је написао: „Danaorum Candidorum nomina a filiabus Danai Aegypti, Festivorum a filiis mutuatus sunt." (Имена Danai candidi изведена су од Данаусових кћери, од Danai festivi од синова Египта.")
Роберт Мајкл Пајл је сугерисао да је Danaus маскулинизирана верзија Данаје (грчки Δανάη), Данајове праунуке, којој је Зевс дошао као пљусак злата, што му се учинило прикладнијим извором за име овог лептира.
Постоје три врсте лептира монарха:
- D. plexippus, описао га је Лине 1758. године, врста је најчешће позната као лептир монарх у Северној Америци. Његова распрострањеност се заправо шири целим светом и може се наћи на Хавајима, у Аустралији, на Новом Зеланду, у Шпанији и на пацифичким острвима.
- D. erippus, јужни монарх, описао је Питер Крамер 1775. године. Ова врста се налази у тропским и суптропским географским ширинама Јужне Америке, углавном у Бразилу, Уругвају, Парагвају, Аргентини, Боливији, Чилеу и јужном Перуу. Јужноамерички монарх и северноамерички монарх можда су у једном тренутку били једна врста. Неки истраживачи верују да се јужни монарх одвојио од популације монарха пре око 2 милиона година, на крају плиоцена. Ниво мора је био већи, а читава Амазонска низија била је огромно пространство брактичне мочваре која је нудила ограничено станиште лептира.
- D. cleophile, јамајчански монарх, кога је 1819. описао Жан-Батист Годар, креће се од Јамајке до  острва Хиспаниоле (Хаити).

Идентификовано је шест подврста (D. p. plexippus, D. p. nigrippus, D. p. megalippe, D. p. leucogyne, D. p. portoricensis, D. p. tobagi)  и две морфе D. plexippus -а (D. p. p. form nivosus, D. p. p. (још неименован))
Проценат белог морфа у Оаху се приближава 10%. На другим хавајским острвима, бела промена се јавља са релативно ниском учесталошћу. Бели монарси (nivosus) пронађени су широм света, укључујући Аустралију, Нови Зеланд, Индонезију и Сједињене Државе. 
Неки таксономисти се не слажу око ових класификација.  
Монарси припадају потпородици Danainae из породице Шаренци (Nymphalidae); Danainae се раније сматрала засебном породицом Daniadae. 
У једном документу из 2015. идентификовани су гени из браковируса осе у геному северноамеричког монарха што је довело до чланака о лептирима монарсима као генетски модификованим организмима.

## Опис
Монархов распон крила креће се од 8,9 до 10,2 цм.  Горње стране крила су смеђе наранџасте, линије и рубови су црни, а на рубовима постоје два низа малих белих мрља. Монархова крила такође имају неколико наранџастих мрља близу врхова. Доња страна крила је слична, али врхови предњих и стражњих крила су жутосмеђе уместо смеђе наранџасте боје, а беле мрље су веће.  Облик и боја крила се мењају на почетку сеобе и делују црвеније и издуженије од каснијих миграната.  Величина и облик крила разликују се међу селицама и не-селицама. Монарси из источне Северне Америке имају већа и угаонија предња крила од оних у западној популацији.  Монарси се често и лако погрешно замењују са сличним лептиром вицекраљем - ове две врсте имају Милерову мимикрију.
Монархов лет описан је као „спор и пловећи“  при чему се брзина лета процењује на приближно 9 км/х .
Одрасли су полно диморфни. Мужјаци су нешто већи од женки   и на сваком стражњем крилу имају црну мрљу или мрљу од андроконијалних љускица (код неких лептира ове мрље распршују феромоне, али није познато да то раде монарси). Црне линије на крилима мужјака су светлије и уже од женкиних. 
Једну варијацију, „белог монарха“, примећену у Аустралији, Новом Зеланду, Индонезији и Сједињеним Државама, лепидоптеристи називају „nivosus“. Сивкасто-бео је у свим деловима крила која су нормално наранџаста и чини само око 1% или мање свих монарха, али на Оаху на Хавајима постоји чак 10% од популације. 
Монарх има шест ногу као и већина одраслих инсеката, али у ходању користи само средње и задње ноге јер су му предње ноге мале, као и код свих нимфалида, и држе их уз тело. 

### Димензије
Студија из 2015. испитивала је очувану колекцију мушких и женских примерака монарха из источне Северне Америке како би се процениле полне разлике у крилима и грађи тела. Студија је открила значајне разлике у укупној величини крила и у физичким димензијама крила. Мужјаци су имали већа крила од женки и у просеку су били тежи од женки. И мужјаци и женке имали су сличне димензије грудног коша (мишићи крила су садржани у грудном кошу). Женке монарси имају тенденцију да имају дебља крила, за која се сматра да преносе већу затезну чврстоћу. Ово смањује вероватноћу оштећења женских крила током миграције. Такође, женке су имале мање оптерећење крила од мужјака (оптерећење крила је вредност изведена из односа величине крила и телесне масе), што значи да женкама је потребно мање енергије за лет.

## Распрострањеност и станиште
Распрострањеност западне и источне популације D. plexippus се шири и сужава у зависности од годишњег доба. Распон се разликује између подручја узгоја, миграцијских путева и зимских склоништа.  ‍:(p18) Међутим, не постоје генетске разлике између западне и источне популације монарха;  репродуктивна изолација није довела до субспецијације ових популација, као што је то учинила на другим местима унутар опсега врста.  ‍:(p19)
У Америци, монарх се креће од јужне Канаде до северне Јужне Америке. Такође је пронађен на Бермудима, Куковим острвима,  Хавајима,   Куби,  и другим карипским острвима  ‍:(p18) Соломоновим острвима, Новој Каледонији, Новом Зеланду,  Папуа Новој Гвинеји,  Аустралији, Азорима, Канарским острвима, Мадеири, континенталној Португалији, Гибралтару,  Филипинима и Мароку .  Појављује се у Великој Британији неколико година као случајни мигрант. 
Зимске популације D. plexippus налазе се у Мексику, Калифорнији, дуж обале Мексичког залива, током целе године на Флориди и у Аризони где станиште има посебне услове потребне за њихов опстанак.  На источној обали САД презимили су чак до севера до Lago Mar, Virginia Beach, Вирџинија. Њихово станиште за зимовање обично пружа приступ потоцима, пуно сунчеве светлости (ради постизања телесних температура које омогућавају лет) и одговарајућу вегетацију у којој се одмара, и релативно без предатора.
Приземљени лептири виђени су на липи, бресту, шумаку, храсту, поморанџи, дуду, пекану, врби, памуку и мескуиту.  Током размножавања, станишта монарха могу се наћи на пољопривредним пољима, пашњацима, преријама, урбаним и приградским стамбеним подручјима, баштама, дрвећу и на путевима - свуда где постоји приступ биљкама домаћинима ларви. 
Обнова станишта примарни је циљ у напорима очувања монарха. Захтеви станишта се мењају током миграције. Током јесење миграције, лептири морају имати приступ биљкама које производе нектар. Током пролећне миграције, лептири морају имати приступ биљкама за ларве и биљкама са нектаром.

## Животни циклус
Лептир монарх пролази кроз четири фазе потпуне метаморфозе:

### Јаја
Јаја се изводе из материјала који се уносе као ларве и из сперматофора примљених од мужјака током парења. Јаја се полажу појединачно на доњу страну младог листа биљке млечнице током пролећних и летњих месеци.  Јаја су крем боје или светлозелена, јајастог до конусног облика и величине око 1,2 × 0,9 мм. Јаја теже мање од 0,5 мг свако и имају подигнуте гребене који се уздужно формирају. Иако је свако јаје1⁄1000 маса женке, она може да положи до сопствене масе у јајима. Женке с годинама полажу мања јаја. Веће женке полажу већа јаја. Број јаја које је положила женка, која се може парити неколико пута, креће се од 290 до 1180. Женке полажу јаја на доњу страну листова млечнице; конзумација млека користи здрављу и помаже им у одбрани од предатора.   Јајима је потребно 3 до 8 дана да се развију и излегу у ларве или гусенице.  ‍:(p21) Монарси ће сносити јаја дуж јужног миграционог пута.

### Ларве
Гусеница пролази кроз пет главних различитих фаза раста, а након сваке се митари. Свака гусеница, већа је од претходне након митарења, јер једе и складишти енергију у облику масти и хранљивих материја како би је пренела кроз стадијум лутке која се не храни. Сваки стадијум траје око 3 до 5 дана, у зависности од различитих фактора, попут температуре и доступности хране.

### Лутка
Да би се припремила за фазу лутке, гусеница бира сигурно место, где плете свилени јастук на хоризонталну површину надоле окренут. Окреће се и сигурно учвршћује са својим задњим паром ногу и виси наглавачке, у облику слова Ј. Након око 12–16 сати, изненада ће исправити тело и ући у перисталтику неколико секунди пре него што јој се кожа расцепи иза главе. Затим скине кожу током неколико минута, откривајући зелену лутку. У почетку је дугачка, мекана и помало аморфна, али се након неколико сати збије у свој изразити облик-непрозирну, бледозелену лутку са малим златним тачкама при дну и златно-црним ободом око леђне стране при врху. У почетку је њен егзоскелет мекан и ломљив, али се стврдњава и постаје издржљивији за око један дан. У овом тренутку је око 2,5 цм дугачка и 10–12 мм широка, тешка око 1,2 грама. На нормалним летњим температурама сазрева за 8–15 дана (обично 11–12 дана). Током ове фазе лутке, одрасли лептир се формира унутра. Дан-два пре него што се појави, егзоскелет прво постаје прозиран, а лутка више плавичаста. Коначно, у року од 12 сати, постаје провидна, откривајући црну и наранџасту боју лептира изнутра пре него што се појави.

### Одрасли
Одрасли лептир појављује се након отприлике две седмице као лутка и виси наопако неколико сати док му се крила не осуше. Течности се упумпавају у крила, која се шире, суше и укрућују. Монарх се испружује и увлачи крила, а када услови то дозволе, лети и храни се разним нектарима биљкама. Током сезоне парења одрасле особе достижу полну зрелост за четири или пет дана. Међутим, мигрирајућа генерација не достиже зрелост све док се презимљење не заврши.  Монарси обично живе две до пет недеља током сезоне парења.  ‍:(pp22–23) Ларве које расту у великим густинама су мање, имају мање преживљавање и мање су одрасле у поређењу са онима које расту у мањим густинама.  Метаморфоза монарха са јајета у одраслу особу догађа се током топлих летњих температура за само 25 дана, продужавајући се на чак седам недеља у хладним пролећним условима. Током развоја, и ларве и њихови домаћини млечике су осетљиви на екстремне временске услове, предаторе, паразите и болести; обично преживи мање од 10% јаја и гусеница монарха.  ‍:(pp21–22) Међутим, ово је природна стопа губитака за већину лептира, будући да су они ниско у ланцу исхране.

#### Репродукција
Женке и мужјаци се обично паре више пута. Женке које се паре неколико пута полажу више јаја.  Парење за презимљујуће популације дешава се у пролеће, пре дисперзије. Стратегије претраживања  могу утицати на копулацијски успех, а промене станишта изазване људима могу утицати на активност парења монарха на местима презимљавања. 

### Сликовни животни циклус
- Јаје
- Гусеница
- Храњење млечиком
- Почетак луткања
- Лутка
- Излазак из фазе лутке
- Парење
- Полагање јаја
- Мапа миграција

## Биљке домаћини ларве
Биљке домаћини које користи монархова гусеница укључују:

## Извори хране за одрасле
Иако ларве једу само млечницу, одрасли монарси се хране нектаром многих биљака.
Монарси добијају влагу и минерале из влажног тла и влажног шљунка, што је понашање познато као локвање блата. Монарх је такође примећен како се локва по уљној мрљи на тротоару.

## Миграције
У Северној Америци, монарси годишње мигрирају и на север и на југ, на дуго путовање које је препуно ризика. Популација источно од Стеновитих планина покушава да мигрира у светилишта резервата биосфере Марипоса Монарха у мексичкој држави Мичоакан и деловима Флориде. Западна популација покушава доћи до презимљујућих дестинација на различитим обалним локацијама у централној и јужној Калифорнији. Презимљена популација оних источно од Стеновитих планина може током пролећне сеобе досећи чак северно до Тексаса и Оклахоме. Друга, трећа и четврта генерација на пролеће се враћају на своје северне локације у Сједињеним Државама и Канади. Чини се да су монарси узгојени у заточеништву способни да мигрирају на презимљујућа места у Мексику иако имају много нижу стопу успеха у миграцијама од дивљих монарха. Недавно су у Аризони откривена места зимовања монарха. Монарси из источних САД углавном мигрирају на веће удаљености од монарха из западних САД.

## Интеракције са предаторима
И у облику гусеница и у облику лептира, монарси су апосематични, одбијају предаторе са сјајним приказом контрастних боја како би упозорили потенцијалне предаторе на њихов непожељан укус и отровне карактеристике. Један истраживач монарха наглашава да је предаторски напад на јаја, ларве или одрасле природан, будући да су монарси део ланца исхране, па људи не би требали подузимати кораке да убијају предаторе монарха.
Ларве се хране искључиво млечницом. Ниво токсина у врстама Asclepias варира. Нису сви монарси неукусни, али показују Бејтсову или аутомимикрију. Неки грабљивци могу разликовати делове тела и конзумирати оне најукусније.

### Врсте предатора
Иако монарси имају широк спектар природних предатора, за њих се не сумња да наносе штету укупној популацији, нити су узрок дугорочног опадања броја зимских колонија.
Неколико врста птица стекло је методе које им омогућавају да уносе монархе, а да не доживе лоше ефекте повезане са срчаним гликозидима (карденолиди). Ориола је у стању да поједе монарха кроз еволуционе промене у исхрани које му дају могућност да идентификује карденолиде по укусу и одбаци их. С друге стране, црноглава зеба развила је неосетљивост на секундарне биљне отрове што јој омогућава да уноси монархе без повраћања. Као резултат тога, ориоле и зебе ће периодично имати висок ниво карденолида у телу, и биће приморане да иду у периоде смањене потрошње монарха. Овај циклус ефикасно смањује потенцијално уништавање монарха за 50 посто и указује на то да апосематизам монарха има легитимну сврху. Остали предатори птице укључују смеђе ругалице, косове, црвендаће, кардинале, врапце, и др.
На Оаху, бели морф монарха је настао. То је због увођења, 1965. и 1966. године, две врсте птица булбул. Сада су најчешће птице инсективори и вероватно једине које лове инсекте велике попут монарха. Познато је да монарси на Хавајима имају низак ниво срчаног гликозида, али птице такође могу бити толерантне на ову хемикалију. Две врсте лове ларве и неке лутке са грана и са доње стране лишћа у грмовима млечика. Булбули такође једу одрасле јединке које се одмарају и полажу јаја, али ретко када лете. Због своје боје, бели морф има већу стопу преживљавања од наранџасте.
Неки мишеви, посебно миш са црним ушима (Peromyscus melanotis) могу толерисати велике дозе карденолида и могу јести монархе. Одрасле јединке које презимљују временом постају мање токсичне, чинећи их рањивијим на предаторе. У Мексику птице и мишеви једу око 14% презимљујућих монарха, а мишеви са црним ушима поједу до 40 монарха по ноћи. 
У Северној Америци, јаја и први инстар ларве монарха једу ларве и одрасле уведене азијске бубамаре (Harmonia axyridis). Кинеска богомољка (Tenodera sinensis) конзумираће ларве након уклањања црева, чиме се избегавају карденолиди. Предаторске осе обично конзумирају ларве, мада велике ларве могу избећи осе падањем са биљке или трзањем тела.

### Апосематизам
Монарси су лошег укуса и отровни због присуства карденолида у њиховим телима, које гусенице уносе док се хране млечницом.  Уношењем велике количине биљака из рода Asclepias, пре свега млечне траве, гусенице монарха могу да издвоје срчане гликозиде, тачније карденолиде, који су стероиди који делују тако што заустављају рад срца, слично дигиталису. Утврђено је да монарси могу најефикасније да издвоје карденолиде из биљака са средњим садржајем карденолида, а не из биљака са високим или ниским садржајем.
Након што гусеница постане лептир, токсини се пребацују у различите делове тела. Будући да многе птице нападају крила лептира, троструке вредности срчаних гликозиди у крилима дају грабљивицама врло лош укус и могу их спречити да икада више поједу тело лептира. Да би се борили против предатора који уклањају крила само да поједу трбух, монарси држе најјаче срчане гликозиде у трбуху.

### Мимикрија
Монарси деле одбрану штетним укусом са лептиром вицекраљем сличног изгледа у можда једном од најпознатијих примера мимикрије. Иако се дуго сматрало да је пример Бејтсове мимикрије, вицекраљ је, наводно, неукуснији од монарха, па је ово случај Милерове мимикрије.

## Интеракција са људима
Монарх је државни инсект Алабаме, Ајдаха, Илиноиса, Минесоте, Тексаса, Вермонта, и Западне Вирџиније. Законодавство је покушало да обезбеди да постане национални инсект Сједињених Држава, али то није успело 1989. и поново 1991.
Све већи број власника кућа оснива баште лептира; монарси се могу привући неговањем врта лептира са специфичним врстама млечика и биљкама са нектарима. Улажу се напори да се успоставе ове  станице.
ИМАКС филм, Лет лептира, описује причу о природњака како би документовао тада непознату миграцију монарха у мексичка презимљујућа подручја.
Уточишта и резервати створени су на презимљујућим локацијама у Мексику и Калифорнији како би се ограничило уништавање станишта. Ове локације могу остварити значајан приход од туризма. Међутим, уз мање туризма, лептири монархи ће имати већу стопу преживљавања.
Организације и појединци учествују у програмима означавања. Подаци о означавању користе се за проучавање образаца миграције.
Роман Барбаре Кингсолвер из 2012, Понашање лета, бави се појавом велике популације у Апалачким планинама.

### Узгој у заточеништву
Људи комуницирају са монарсима када их одгајају у заточеништву, што је постало све популарније. Међутим, постоје ризици за ову контроверзну активност. С једне стране, постоји много позитивних аспеката узгоја у заточеништву. Монарси се узгајају у школама и користе за пуштање лептира у болнице, на меморијалне догађаје и венчања. Меморијалне службе за нападе 11. септембра укључују ослобађање заробљених монарха. Монарси се користе у школама и центрима природе у образовне сврхе. Многи власници кућа одгајају монархе у заточеништву као хоби и у образовне сврхе.
С друге стране, ова пракса постаје проблематична када се монарси „масовно узгајају“. Приче у Хаф Посту 2015. и часопису Дискавер 2016. сумирале су контроверзе око овог питања.
Чести медијски извештаји о опадању броја монарха подстакли су многе власнике кућа да покушају да узгоје што више монарха у својим домовима, а затим их пусте у дивљину у настојању да "повећају број монарха". Неки појединци, попут једног у округу Лин, у држави Ајова, одгајали су хиљаде монарха у исто време.
Неки научници не одобравају праксу узгоја "великог" броја монарха у заточеништву ради пуштања у дивљину због ризика од генетских проблема и ширења болести. Једна од највећих брига масовног узгоја је потенцијал за ширење монарх паразита, Ophryocystis elektroscirrha, у дивљини. Овај паразит се може брзо накупити у заточеним монарсима, посебно ако су смештени заједно. Споре паразита такође могу брзо контаминирати сву стамбену опрему, тако да се сви наредни монарси узгајани у истим контејнерима затим инфицирају. Један истраживач је изјавио да узгој више од 100 монарха представља "масовно гајење" и да то не би требало чинити.
Поред ризика од болести, истраживачи верују да ови монарси који се узгајају у заточеништву нису толико способни као дивљи, због неприродних услова у којима су одрасли. Власници кућа често узгајају монархе у пластичним или стакленим посудама у својим кухињама, подрумима, на тремовима итд., и под вештачким осветљењем и контролисаним температурама. Такви услови не опонашају оно на шта су монарси навикли у дивљини, а могли би резултирати одраслим монарсима који нису прикладни за реалност њиховог дивљег живота. У прилог томе, недавно истраживање једног грађанског научника открило је да монарси који се узгајају у заточеништву имају нижу стопу успеха у миграцији од дивљих монарха.

## Геном
Монарх је био први лептир коме је секвенциран геном.  ‍:(p12) Драфт секвенца од 273 милиона парова база укључује скуп од 16,866 гена за кодирање протеина. Геном пружа истраживачима увид у миграцијско понашање, циркадијални сат, путеве малолетних хормона и микроРНК који су различито изражени између летњих и миграторних монарха. Недавно је описана генетска основа миграције монарха.
Не постоји генетска разлика између миграторних популација источне и западне Северне Америке.  ‍:(p16) Недавна истраживања су идентификовала специфична подручја у геному монарха која регулишу миграције. Чини се да нема генетске разлике између мигрирајућих и имигрантних монарха. 

## Статус очувања
Лептир монарх тренутно није наведен према Конвенцији о међународној трговини угроженим врстама дивље фауне и флоре нити је посебно заштићен према домаћим законима САД.  Дана 14. августа 2014. године, Центар за биолошку разноликост и Центар за безбедност хране поднели су правну петицију у којој се тражи заштита монарха и његовог станишта према Закону о угроженим врстама  у великој мери заснована на дугорочним трендовима уоченим на местима презимљавања.
Број монарха који презимљују у Мексику показао је дугорочни тренд пада. Просечна популација монарха 2016. године процењена је на 200 милиона.  Повећање 2016. године приписано је повољним условима узгоја у лето 2015. године. Међутим, покривеност је опала за 27% на 2,91 ха током зиме 2016–2017. Неки верују да је то због олује која се догодила током марта 2016. године у претходној зимској сезони монарха, мада се то чини мало вероватним јер већина тренутних истраживања показује да величине презимљујућих колонија не предвиђају величину следеће летње гнездеће популације.
Студија 2016. показала је да је дугорочни тренд у величини презимљујућих подручја разлог за забринутост. Након десетоструког пада броја презимљујуће популације лептира источног монарха у последњој деценији, ова студија је тврдила да постоји вероватноћа од 11% до 57% да ће та популација изумрети у наредних 20 година. Према Друштву Xerces, популација монарха у Калифорнији смањила се за 86% у 2018. години, прешавши са милиона лептира на десетине хиљада лептира. Један локалитет Пацифик Гроува није имао ниједног лептира монарха. Примарно објашњење за ово је уништавање станишта лептирове млечике.
У Онтарију у Канади лептир монарх је наведен као врста од посебне бриге.  У јесен 2016. године, Комитет за статус угрожених дивљих животиња у Канади предложио је да се монарх наведе као угрожен у Канади, за разлику од његовог тренутног пописа као „забрињавајуће врсте“ у тој земљи. У Новој Шкотској, монарх је наведен као угрожен на покрајинском нивоу, од 2017. године. Чини се да је ова одлука (као и одлука из Онтарија) последица претпоставке да се опадање презимљујуће колоније у Мексику преводи у опадање гнездилишта у Канади. Спроведене су две недавне студије које су испитивале дугорочне трендове у обиљу монарха у Канади, користећи или записе атласа лептира или истраживања о лептирима грађанске науке  а ниједно не показује доказе о смањењу броја становника у Канади.

## Претње

### Губитак станишта услед употребе хербицида
Бројни заштитари приписују нестанак врста млечика пољопривредним праксама на средњем западу, где се генетски модификовано семе узгаја како би се одупрло хербицидима који елиминишу млечику у близини. Узгајивачи уклањају млечницу која је претходно расла између редова прехрамбених усева. Повећана употреба ових сојева усева повезана је са смањењем популације монарха између 1999. и 2010. 
Чип Тејлор, са Универзитета у Канзасу, изјавио је да је станиште млечне траве са средњег запада "практично нестало" са 120-150 изгубљених милиона хектара. 

### Губици током сеобе
Иако је употреба хербицида предложена као један од фактора који узрокује пад броја презимилишта источних монарха, то није једина могућност. Други је да монарси имају проблема са доласком у Мексико. Бројни водећи истраживачи монарха прихватили су ову идеју, углавном због недавних доказа добијених из дугогодишњих научних података који показују да се број узгојних (одраслих) монарха није смањио у последње две деценије.   
Један стручњак је сугерисао да је велика и растућа претња миграторним монарсима смртност од удара аутомобила. Студија о смртности на путевима у северном Мексику, објављена 2019. године, показала је веома високу смртност са само два места сваке године, што износи 200.000 убијених монарха.

### Паразити
Паразити укључују тахинидне муве Sturmia convergens и Lespesia archippivora. Ларве лептира са овим паразитима суспендују се, али умиру пре луткања.
Птеромалидне осе, посебно Pteromalus cassotis, паразитизирају на луткама монарха. Ове осе полажу јаја у лутке док су још мекане. До 400 одраслих изађе из лутке након 14–20 дана  убивши монарха.
Бактерија Micrococcus такође инфицира ларве. Непосредно пре луткања, ларве мигрирају на хоризонталну површину и умиру неколико сати касније. Убрзо након тога тело постаје црно. Бактерија Pseudomonas aeruginosa нема инвазивне моћи, али изазива секундарне инфекције код ослабљених инсеката. То је чест узрок смрти инсеката узгојених у лабораторији.

### Конфузија биљака домаћина
Црна биљка ластавица (Cynanchum louiseae) и бледа ластавица (Cynanchum rossicum) проблематичне су за монархе у Северној Америци. Монарси полажу јаја на те рођаке домаће млечнице (Cynanchum laeve) јер производе стимулансе сличне млечници. Након што се јаја излегу, гусенице се отрују токсичношћу ове инвазивне биљке из Европе.

### Губитак презимљујућег станишта
Површина заузетих шума је у опадању и достигла је најнижи ниво у две деценије 2013. године. Пад се наставља, али се очекује да ће се повећати током сезоне 2013–2014. Мексичке власти за заштиту околине настављају надзирати незакониту сечу дрвећа. Abies religiosa је главна врста зимзелених врста на којима презимљујући лептири проводе значајно време током своје зимске паузе или суспендованог развоја.

### Клима
Климатске варијације током јесени и лета утичу на репродукцију лептира. Падавине и ниске температуре утичу на раст млечнице. Јаја, ларве и лутке брже се развијају у блажим условима. Температуре изнад 35 °C могу бити смртоносне за ларве, а јаја се суше у врућим, сушним условима, узрокујући драстично смањење стопе излегања. Ако је телесна температура монарха испод 30 °C монарх не може да лети. Ради загревања ће седети на сунцу или брзо дрхтати крилима како би се загрејали. 